# 서버실
서버실은 일반적으로 에어컨이 설치된 공간으로, 컴퓨터 서버의 지속적인 작동을 담당한다. 이 목적을 위해 사용되는 전체 건물이나 스테이션이 데이터 센터이다.
서버실에 있는 컴퓨터는 일반적으로 KVM 스위치나 시큐어 셸, VNC, 원격 데스크톱과 같은 원격 관리 소프트웨어를 통해 원격으로 작동할 수 있는 헤드리스 시스템이다.
기후는 서버룸의 에너지 소비와 환경에 미치는 영향에 영향을 미치는 요소 중 하나이다. 기후가 냉방을 선호하고 재생 가능한 전력이 풍부한 지역에서는 환경에 미치는 영향이 더 온화할 것이다. 이에 캐나다, 핀란드, 스웨덴, 스위스 등 여건이 좋은 국가에서는 현지 서버룸으로 기업을 유치하기 위해 노력하고 있다.

## 같이 보기
- 설비관리
- 서버 팜
- 데이터 센터